# Thomas Gordon Hartley
Thomas Gordon Hartley, född den 9 januari 1931 i Beaumont, Texas, död den 8 mars 2016 i Canberra, var en amerikansk botaniker specialiserad på vinruteväxter.
Auktorsnamnet T.G.Hartley kan användas för Thomas Gordon Hartley i samband med ett vetenskapligt namn inom botaniken; se Wikipediaartiklar som länkar till auktorsnamnet.